# Siebenstein (Forst Tennenlohe)

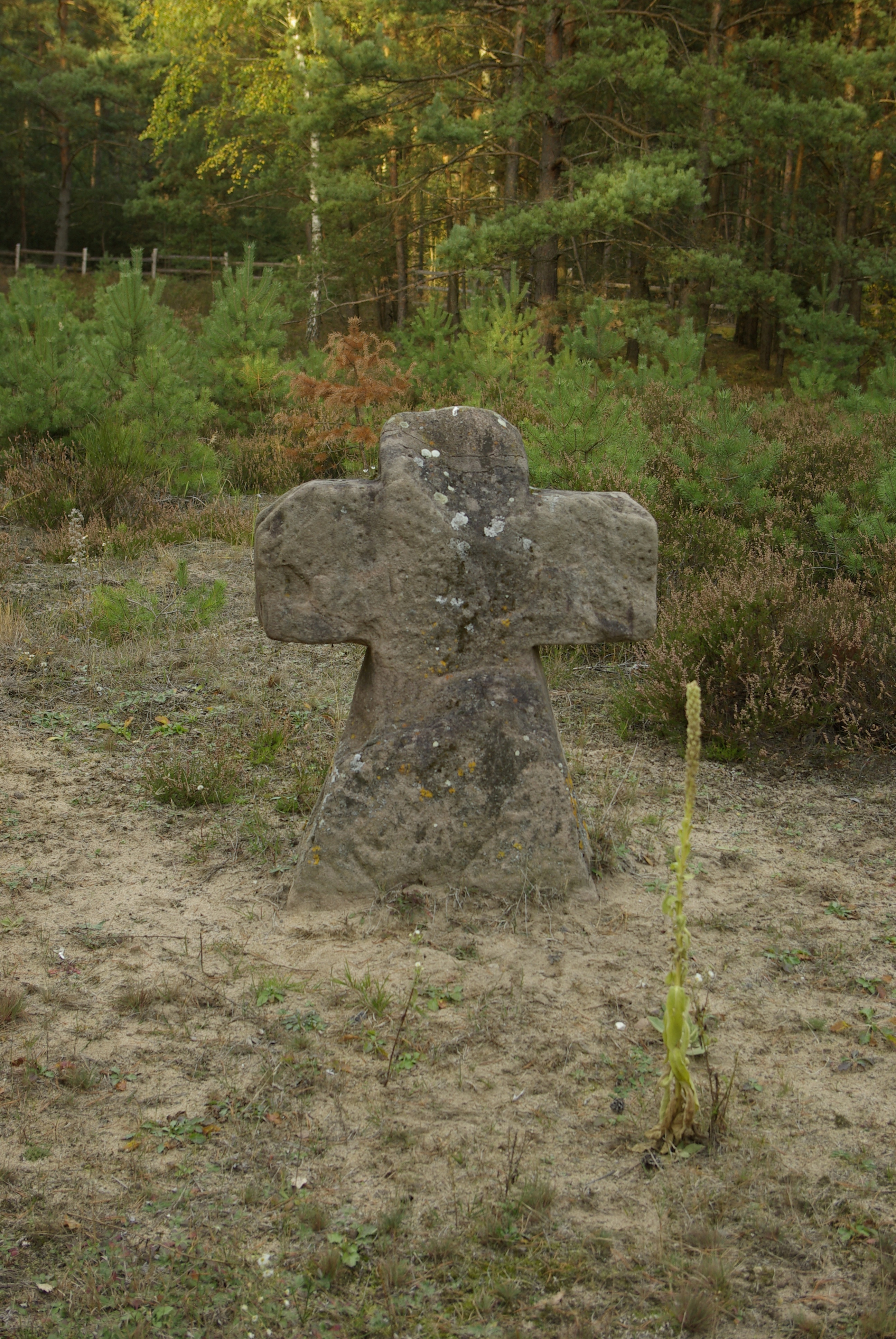
Der Siebenstein, 2012

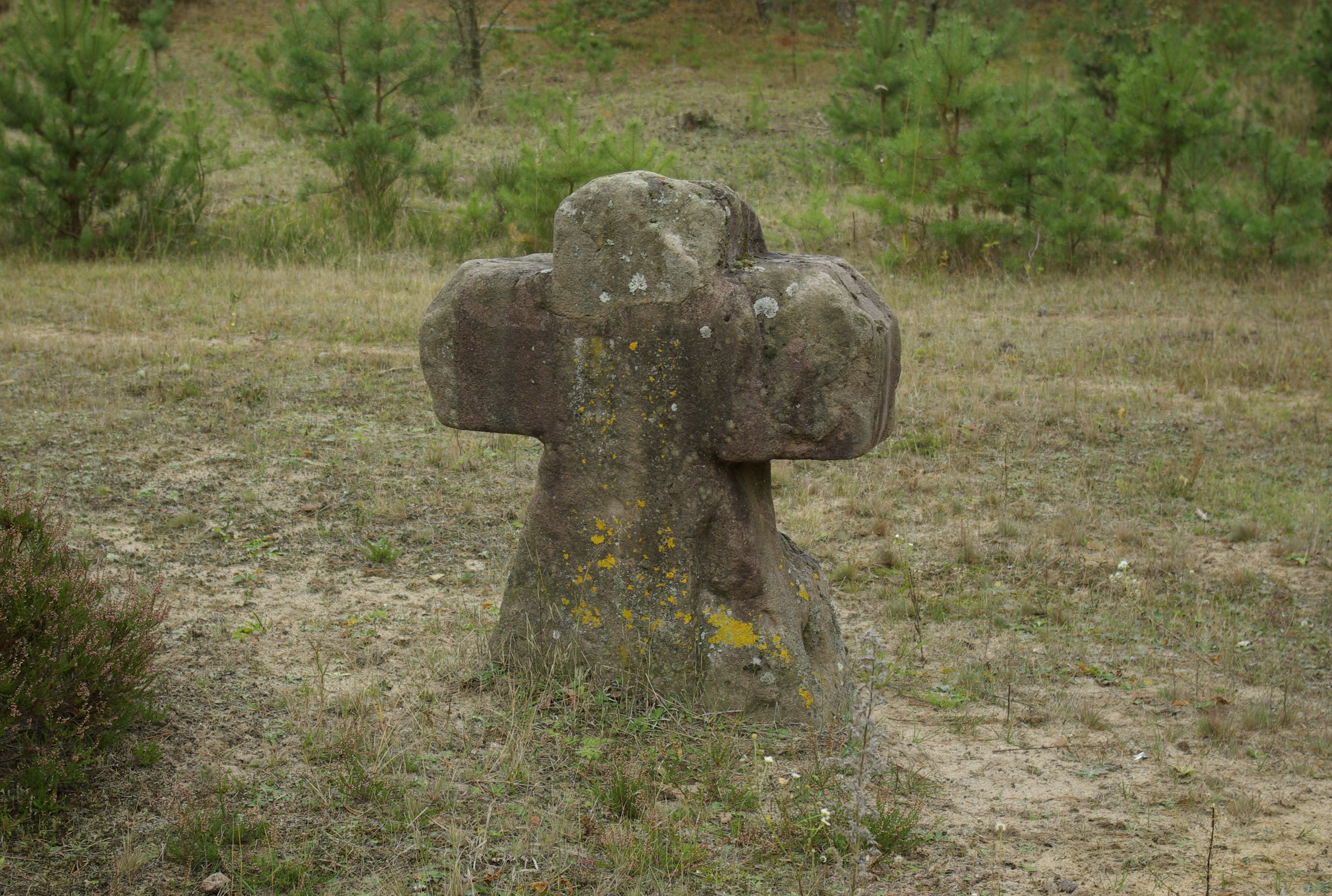
Rückseite des Siebensteins, 2012

Der Siebenstein, auch Siebenerstein genannt, ist ein historisches Steinkreuz im gemeindefreien Gebiet Forst Tennenlohe im mittelfränkischen Landkreis Erlangen-Höchstadt.

## Standort
Das Steinkreuz steht in der nach ihm benannten Waldabteilung Siebenstein nördlich des sogenannten Wolfsfelder Weges inmitten des Naturschutzgebietes Tennenloher Forst im Sebalder Reichswald. Der Standort des Kreuzes liegt innerhalb des Geheges für die Przewalski-Pferde und ist derzeit nicht öffentlich zugänglich.

## Beschreibung
Der etwa 90 cm hohe, ebenso breite und rund 35 cm starke Siebenstein besteht aus dem in der Umgebung vorkommenden Burgsandstein. Vor dem Kreuz befanden sich früher zwei Prellsteine.

## Geschichte
Die Bedeutung des vermutlich im 16. oder 17. Jahrhundert aufgestellten Steinkreuzes ist unbekannt. Möglicherweise handelt es sich um eine Grenzmarkierung, ein Wetter- oder Votivkreuz, das von Arbeitern der damals im Reichswald zahlreichen Steinbrüche errichtet wurde.
Der jetzige Standort des Steinkreuzes entspricht nicht dem ursprünglichen Ort der Aufstellung. Zunächst stand es im 1935 errichteten und später erweiterten Truppenübungsplatz, wo es durch übende Soldaten beschädigt wurde. Um das Kreuz vor der Zerstörung zu bewahren, versetzte man es im November 1978 in das Walderlebniszentrum in Tennenlohe. Nach dem Abzug der Truppen 1993 und dem Ende der militärischen Nutzung des Geländes wurde der Siebenstein am heutigen Standort aufgestellt.